# Xã Delaware, Quận Leavenworth, Kansas
Xã Delaware (tiếng Anh: Delaware Township) là một xã thuộc quận Leavenworth, tiểu bang Kansas, Hoa Kỳ. Năm 2010, dân số của xã này là 1.019 người.